# Puppet
Puppet是一种软件配置管理工具，它是一种模型驱动的解决方案，通過宣告式編程来管理IT基础设施以及数据中心和雲端運算的操作系统和应用程序的安裝、修補程式、配置管理和管理， 因此需要用戶有一定的编程知识才能使用。 Puppet由卢克·卡尼斯 (Luke Kanies) 于2005年创立。